# レディーナ
レディーナとは、1982年夏にライオンが発売した柔軟剤。現在は既に販売終了。

## 経緯
1976年秋にライオンは柔軟仕上げ剤ソフランSを発売し消費者の支持を得たが、その後、同系の商品を扱う花王が従来のハミングに加え、ピンクの柔軟剤「フロリア」の販売を開始。ソフランSと並行して販売された。
過去に発売していたライオンソフターのラベルとよく似ている。ただし、発売当初は透明ボトルを採用しており、また特大ボトルが主力だった。

## CM
CMも発売当初は有名タレントを起用して積極的に流された。「透明ボトルのレディーナ 化繊に一段と効果的」がキャッチコピーで、出演者のセリフも透明ボトル採用による残量のわかりやすさをアピールする内容だった。

## 販売終了
しかし、濃縮タイプが主流になるにつれ、非濃縮タイプの柔軟剤は需要が減り、販売終了となった。
その後のライオンの柔軟剤の主力は濃縮タイプのソフランに移り、非濃縮タイプのものはソフランSの特大ボトルのみが、2013年3月まで継続して販売されていた。